# Deutz-Fahr AgroXtra

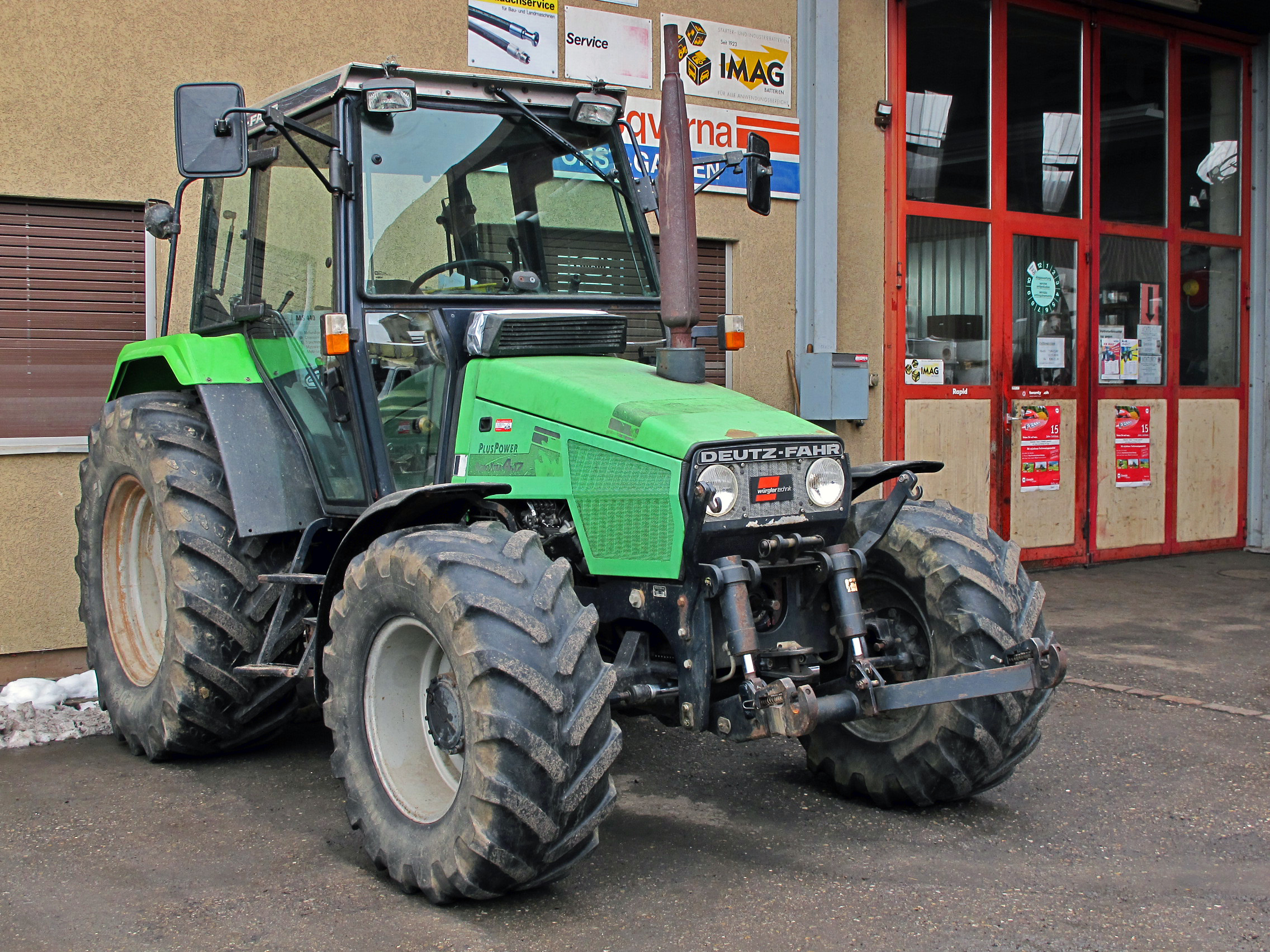
Deutz-Fahr AgroXtra 4.17

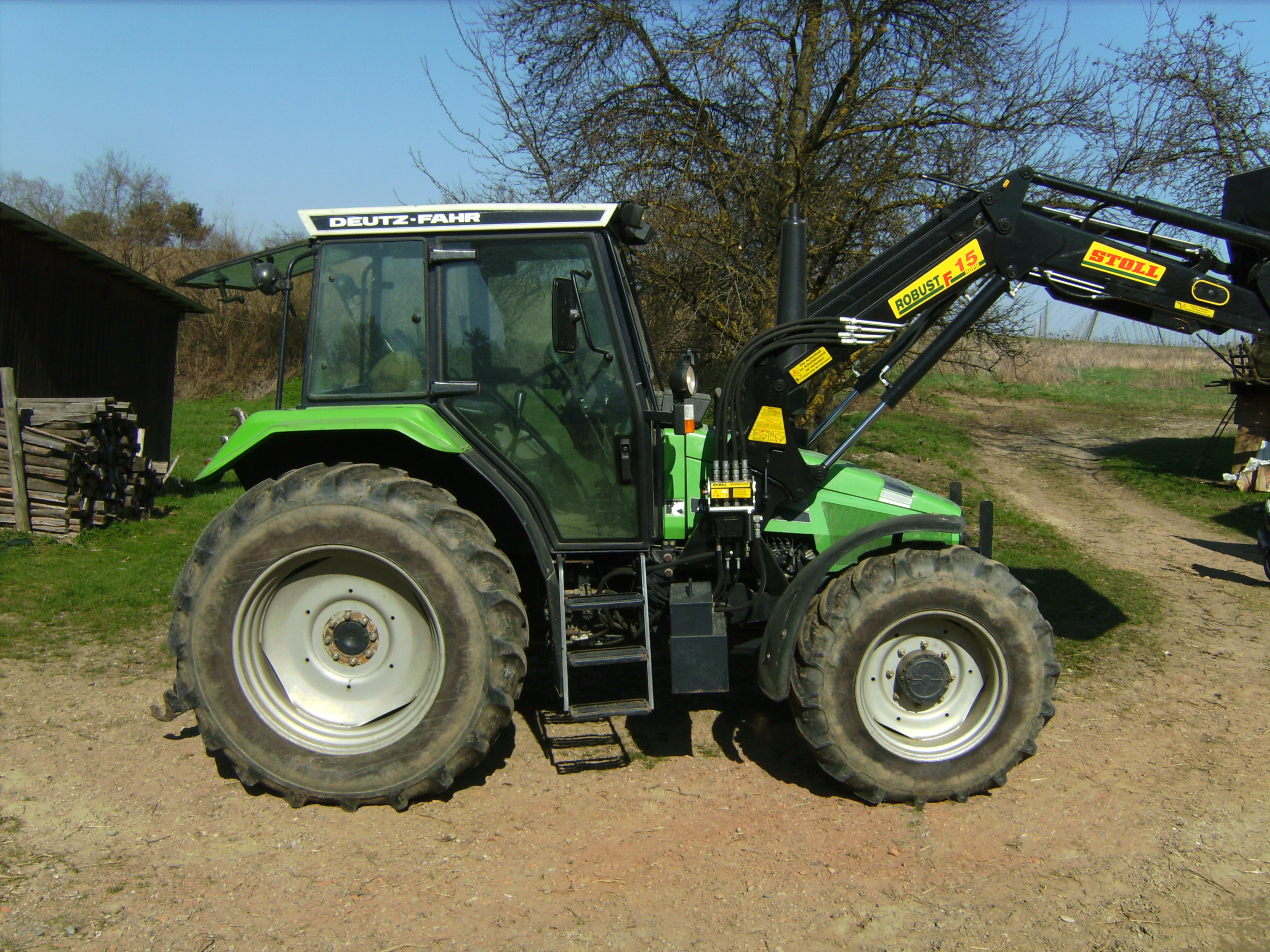
AgroXtra 4.47

Der AgroXtra ist ein von Deutz-Fahr hergestellter Traktor, der von 1990 bis 1996 auf dem Markt war.

## Geschichte
Der AgroPrima, AgroXtra (auch als Plus Power) als auch der AgroStar gehören noch zur DX-Serie, entsprechend wurden weitgehend dieselben Komponenten wie bei der DX-Serie verwendet, wobei nun ausschließlich Getriebe von Deutz verbaut wurden. Die Vorderachsen stammten von Sige. Die AgroXtra-Baureihe wurde, sowohl in Leistung als auch Ausstattung, von der AgroStar-Baureihe nach oben ergänzt.
Der AgroXtra wurde erstmals mit einer Freisichthaube, einer stark zur Front hin abfallenden Motorhaube, gebaut. Das war möglich, da die verwendeten Dieselmotoren von Deutz luftgekühlt waren und somit kleiner bauten als wassergekühlte Motoren. Die Kabine entsprach der StarCab der DX-Serie, die aufgrund ihrer Form und der vielen Glasflächen eine gute Rundumsicht bot.
Die Agro-Serie ist der Vorgänger der Agrotron-Serie, die sie 1995 ablöste.
Der einmillionste Deutz-Traktor, seit Beginn des Traktorenbaus bei Deutz 1926, war ein 1992 hergestellter AgroXtra, der in Silbergrau lackiert wurde.

## Technische Daten
| Modell | Länge | Breite | Höhe | Leergewicht | Zul. Gesamtgewicht | Motor    | Hubraum  | Leistung           | Höchstgeschwindigkeit | Bauzeit   |
| ------ | ----- | ------ | ---- | ----------- | ------------------ | -------- | -------- | ------------------ | --------------------- | --------- |
| 3.57   | 3600  | 1870   | 2460 | 3290 kg     |                    | F3L913   | 3064 cm³ | 44 kW bei 2500/min | 40 km/h               | 1991–1995 |
| 4.07   | 3800  | 1870   | 2460 | 3375 kg     |                    | F4L912   | 3770 cm³ | 49 kW bei 2350/min | 40 km/h               | 1991–1995 |
| 4.17   | 3815  | 1896   | 2387 | 3405 kg     | 5000 kg            | F4L913   | 4086 cm³ | 55 kW bei 2350/min | 40 km/h               | 1990–1996 |
| 4.47   | 4149  | 1954   | 2527 | 3970 kg     | 5130 kg            | BF4L913T | 4086 cm³ | 63 kW bei 2300/min | 40 km/h               | 1991–1995 |
| 4.57   | 4184  | 2085   | 2617 | 3780 kg     |                    | BF4L913  | 4086 cm³ | 67 kW bei 2300/min | 40 km/h               | 1990–1995 |
| 6.07   | 4530  | 2304   | 2735 | 4450 kg     |                    | F6L912   | 5655 cm³ | 75 kW bei 2300/min | 40 km/h               | 1991–1995 |
| 6.17   | 4530  | 2304   | 2735 | 4550 kg     |                    | F6L913   | 6128 cm³ | 84 kW bei 2400/min | 40 km/h               | 1991–1995 |